# 236 v.Chr.
Het jaar 236 v.Chr. is een jaartal volgens de christelijke jaartelling.

## Gebeurtenissen

### Italië
- De Gallische stam de Insubres vallen Noord-Italië binnen en plunderen de Povlakte.
- Piraten bedreigen de Romeinse handelsvloot langs de Illyrische kust (Kroatië).

### Klein-Azië
- Antiochus Hierax verslaat met steun van de Galaten bij Ancyra (huidige Ankara), zijn broer Seleucus II Callinicus in de Slag bij Ancyra. Hij moet zich terugtrekken tot achter het Taurusgebergte.

## Geboren
- Publius Cornelius Scipio Africanus (~236 v.Chr. - ~183 v.Chr.), Romeins consul en veldheer